# Kościół św. Wita, Modesta i Krescencji w Pietrowicach Wielkich
Kościół świętych Wita, Modesta i Krescencji – rzymskokatolicki kościół parafialny należący do parafii pod tym samym wezwaniem (dekanat Pietrowice Wielkie diecezji opolskiej).

## Historia
Obecna świątynia została wzniesiona zapewne w XVI wieku. W 1822 roku została zbudowana obecna wieża z kamieni rozbieranego zamku. Na obecnie istniejącej wieży jest umieszczony napis: „Haec turris aedificatur 1822”. Kościół był przebudowywany. Ostatnia przebudowa została wykonana w 1935 roku. Stara świątynia była za mała, aby pomieścić wszystkich wiernych. Planowano zbudować nowy kościół, ale konserwator powiatowy nie zezwolił na rozebranie starej świątyni, uznając ją za zabytek. Zezwolił tylko na jej przebudowę w ten sposób, aby zachowała ona swój styl i wygląd. Rozebrano wówczas stare prezbiterium, została dostawiona poprzeczna nawa, do której zostało przybudowane nowe prezbiterium według dawnego wyglądu. Podwyższona została także wieża o 180 centymetrów. Przebudowę wykonała bytomska firma Keller Stadnik. Przebudowana świątynia została konsekrowana w dniu 22 grudnia 1935 roku przez biskupa dr. Josefa Schinzela z Ołomuńca. Wyposażeniem nowej świątyni były: ołtarz główny wykonany z górnośląskiego marmuru, figury wykonane przez śląskich rzeźbiarzy, 27 głosowe organy wykonane przez nyską firmę Berschdorf, witraże wykonane przez moguncką firmę. W 1925 roku zostały kupione w firmie Otto Senelingen 3 dzwony spiżowe o wadze 950, 550 i 400 kg. Zostały one zarekwirowane na cele wojenne w 1942 roku. Obecnie świątynia posiada cztery dzwony o imionach: Anioł Stróż, św. Wit, Matka Boża Dobrej Rady i Chrystus Król. Budowla została wymalowana po przebudowie w 1951 roku oraz ostatnio w 1961 roku przez artystę malarza Machwica.

## Galeria

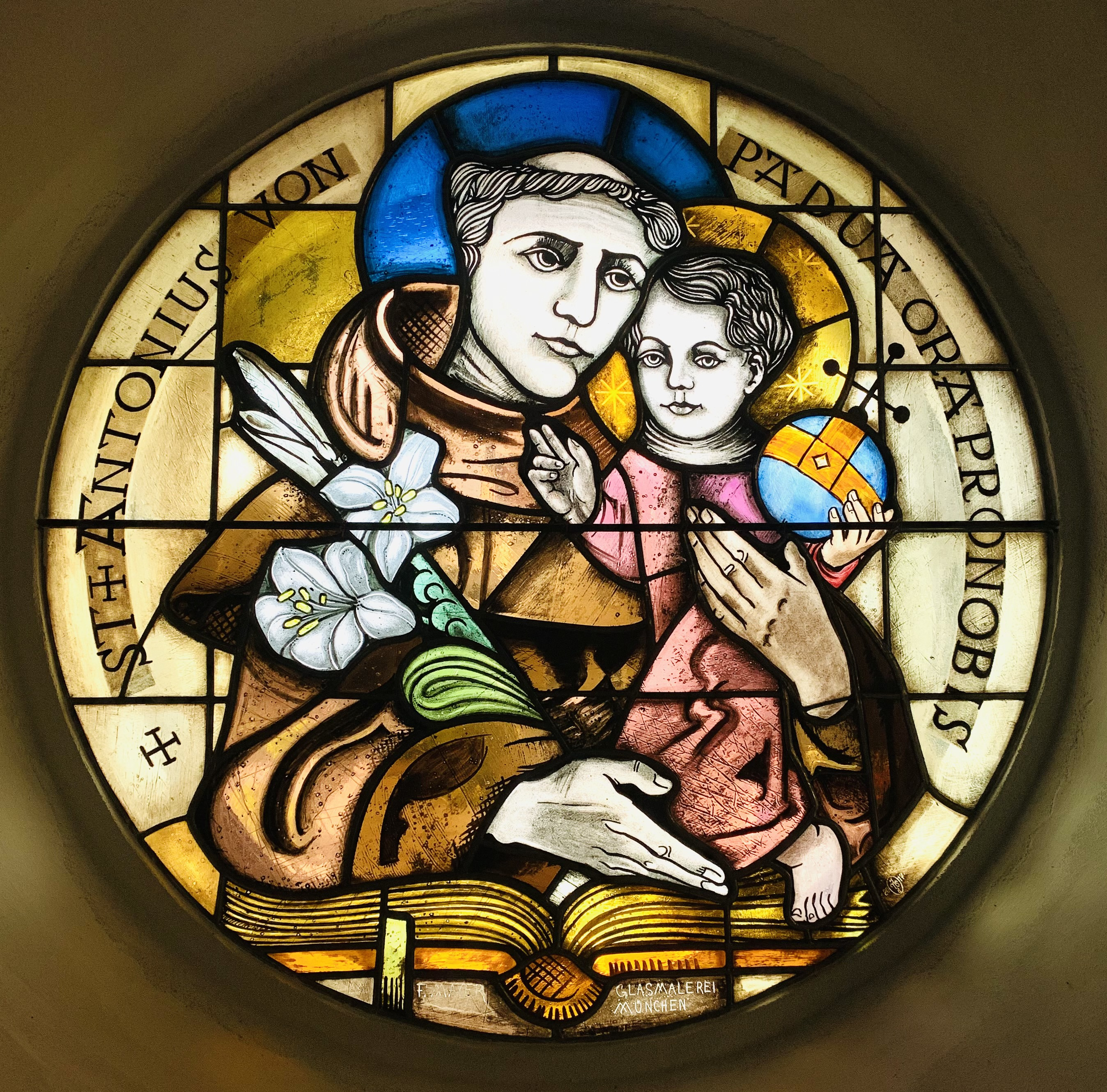
Witraż ze św. Antonim
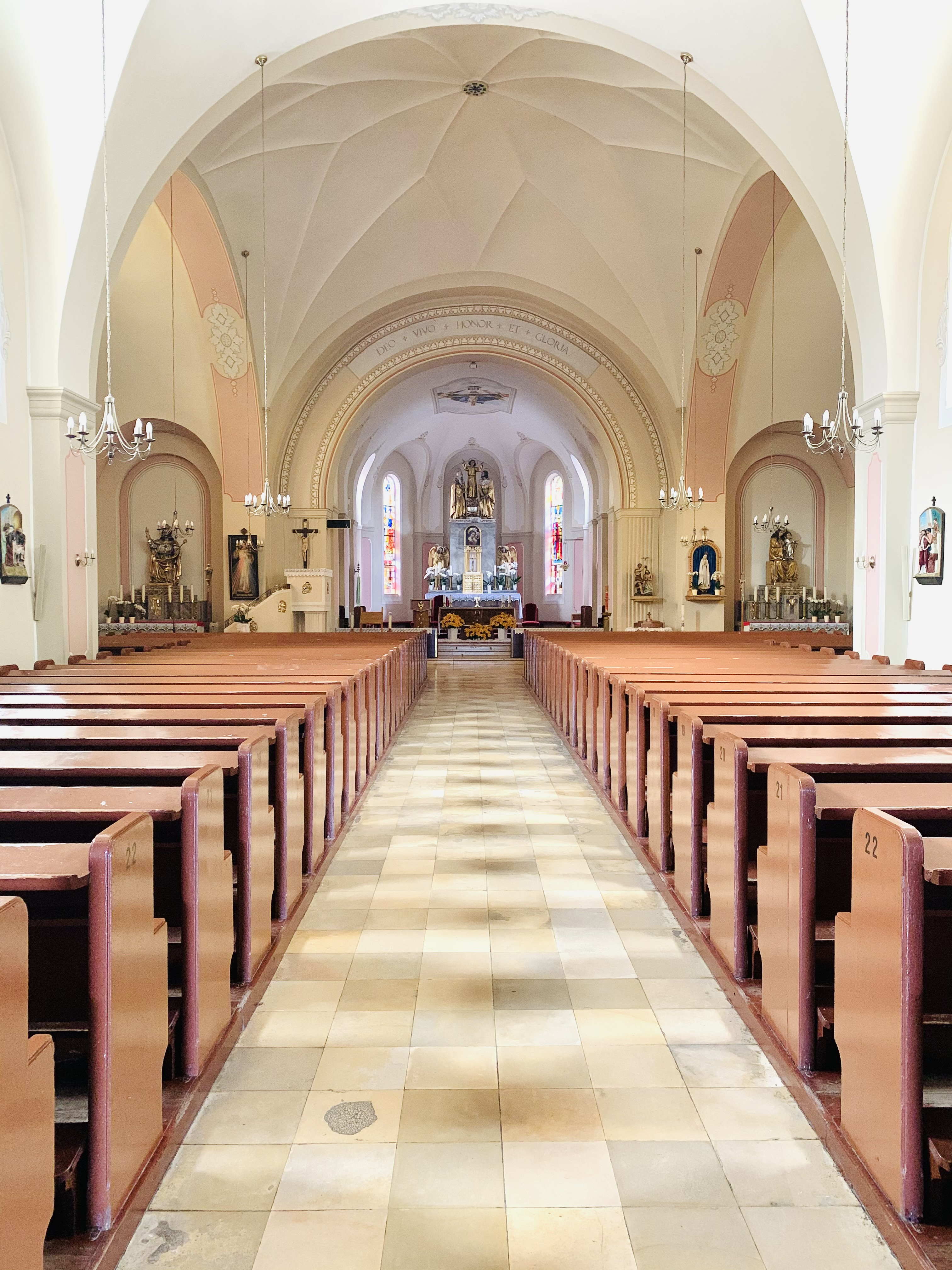
Nawa kościoła
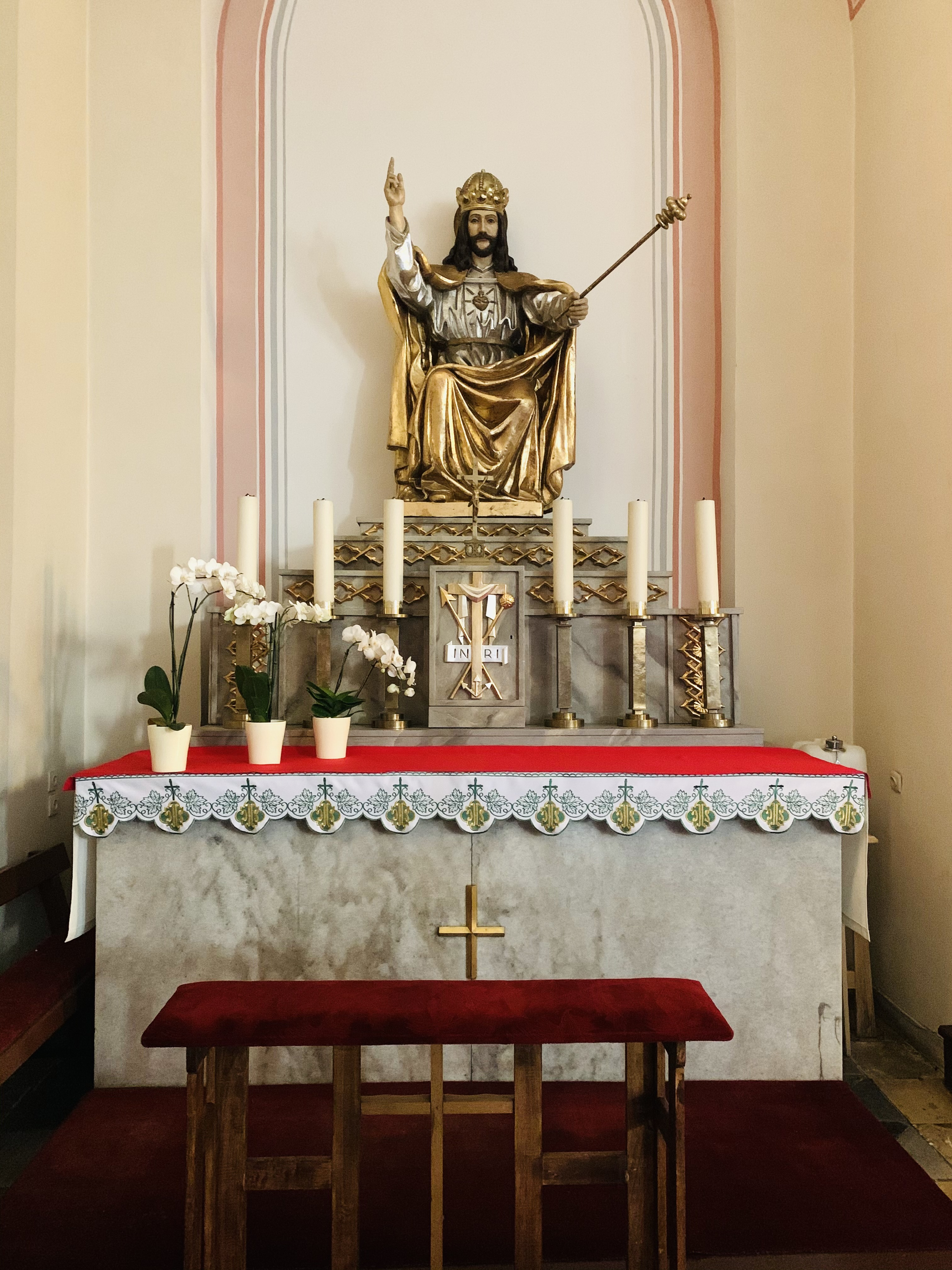
Ołtarz boczny
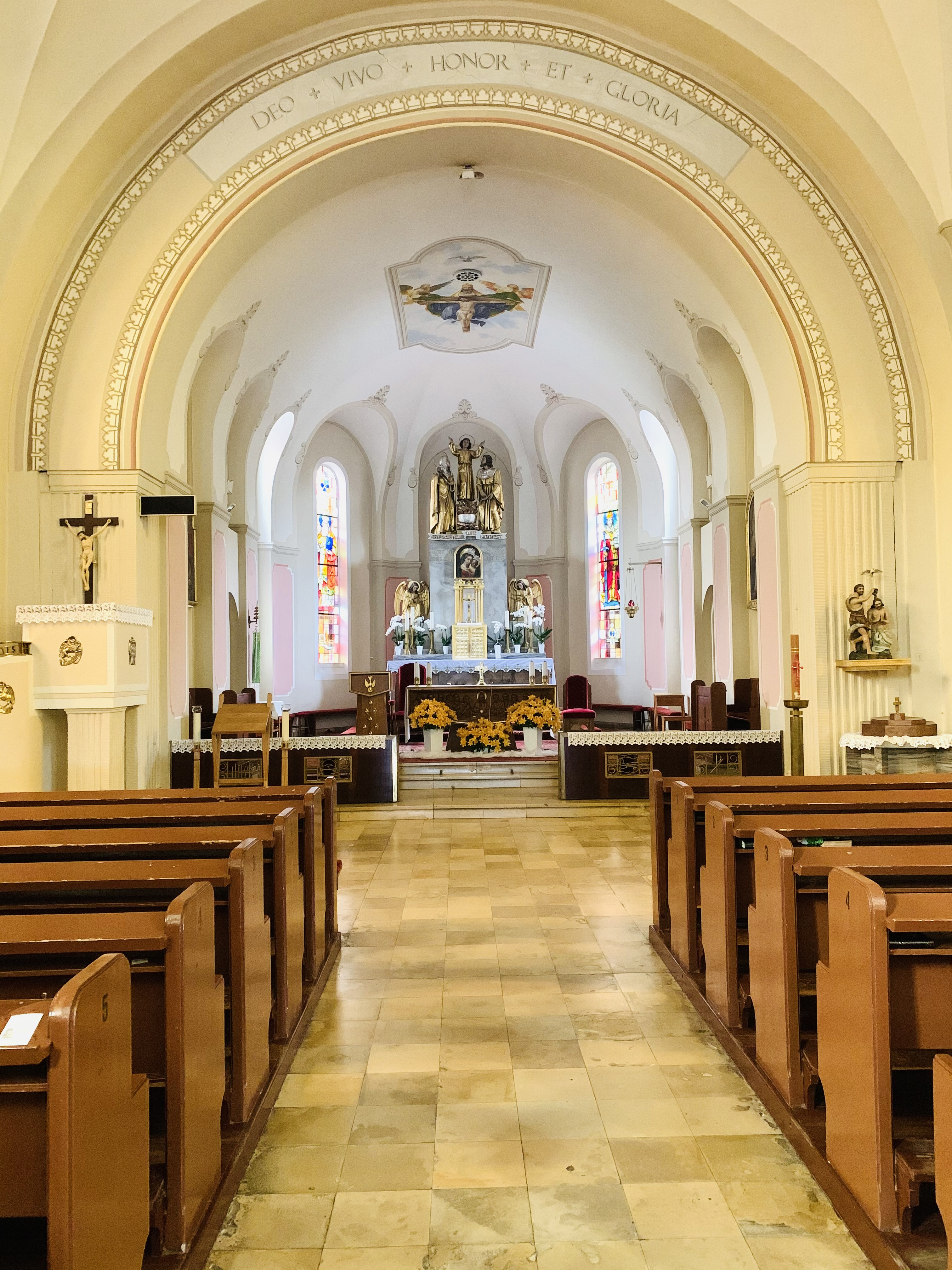
Prezbiterium
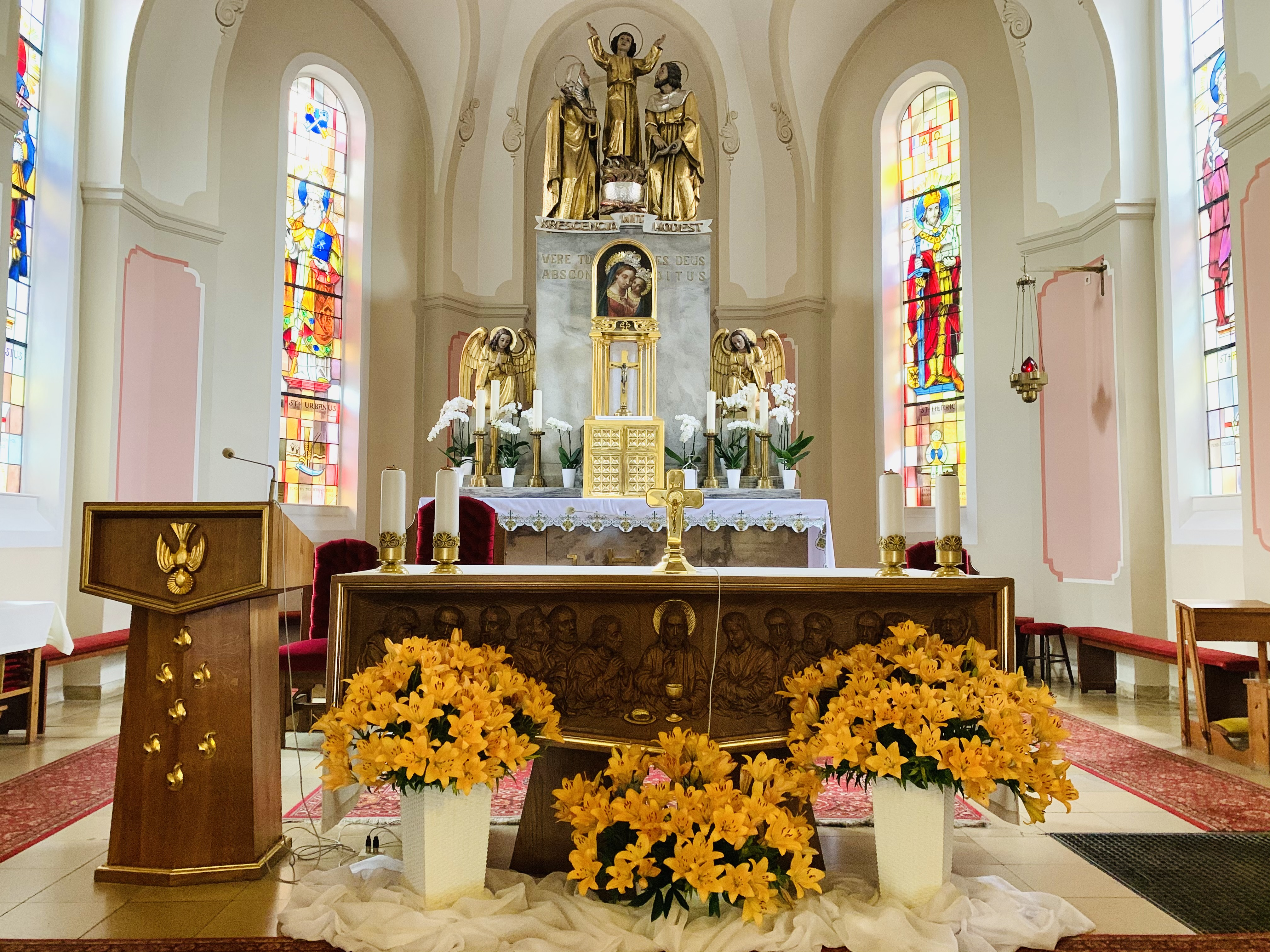
Ołtarz